# Flammes Vives
Flammes Vives est une association de poésie créée par Jean Aubert en 1950.

## Historique
L'association apparaît au milieu du vingtième siècle, s'orientant à la fois sur la poésie Française, mais aussi Italienne, Romande, et insulaire. Dans Huit poètes de Madagascar, l'écrivain-poète Jean Aubert rappelle son rôle humain. Les premiers numéros représentent un hommage à des poètes notoires dont Tristan Klingsor et Paul Fort, s'attachant à la culture du vers dans le Monde, s'ouvrant aussi à la peinture, comme l'exposition du Salon des peintres témoins de leur temps, et au théâtre, comme celui de Jean Cocteau. Paraît ainsi une revue à sujets, thèmes, débats, ou plus proche du florilège, avec une recension des livres, revues amies, actives de l'époque. Y participent notamment Maurice Carême, Jehan Despert, Pierre Grosclaude, Pierre Robert Leclercq, Raymond Schaltin. François Brousse y fait un passage de 1954 à 1970. Son siège fut autrefois au 50 rue de Montreuil du onzième arrondissement de la ville de Paris. Claude Prouvost devient le président à partir de 2003, Jean Aubert devenant le président d'honneur jusqu'en 2011, ayant publié de nombreux auteurs contemporains.

## Organisation
Le but est de mettre en valeur une poésie accessible, privilégiant l'intelligibilité, où toutes les formes poétiques sont admises, n'étant pas hermétique à l'imperfection, mais sensible aux écritures personnelles. La structure interne est composée d'un conseil d'administration, d'un ensemble de collaborateurs et de membres connus ou émergeant, principalement issus du monde de la poésie.
Elle publie des anthologies à un rythme semestriel, ainsi que les ouvrages des auteurs du Prix Jean Aubert, ou reconnus unanimement par un comité de lecture. Dès 2010, elle est en partenariat avec l'association Parole & Poésie, dotée d'une revue intitulée Rose des temps, dirigée par Patrick Picornot et Aumane Placide, présentant écrivains, maisons d'éditions, recueils poétiques de tous horizons, qui se voit récompensée par le Prix de la presse poétique de la Société des poètes français en 2012, avant de former un comité de rédaction regroupant poètes, critiques, journalistes, relatant les événements marquants de l'actualité littéraire, à une échelle à la fois locale et internationale.

## Prix Flammes Vives et Jean Aubert
À l'origine, le Prix Flammes Vives est décerné sporadiquement de 1953 à 2003. À partir de 2004, il est rebaptisé Prix Jean Aubert, dans l'esprit de son fondateur, la remise du Prix devenant alors plus régulière et annuelle.

### Lauréats du Prix Jean Aubert
- 2004 Roland Marx pour L'écoin
- 2005 Patrick Picornot pour Suite cérétane
- 2006 Roger Forst pour Le chant des chants d'amour
- 2007 Jean-François Zanette pour L'archipel des solitudes
- 2008 Éliane Zinino Gérard pour La genèse des sources
- 2009 Yvonne Le Meur-Rollet pour Deux souffles sur la flamme
- 2010 Arielle Thomann pour Fenêtres sur mots
- 2011 Renée-Lise Jonin pour Envol clair obscur
- 2012 Dominique Joye pour Au rivage de mes yeux
- 2013 Jean Moraisin pour La chair du fruit
- 2014 Pascal Lecordier pour L'éveil
- 2015 Patrice Dufétel pour Le ciel sur l'épaule
- 2016 Gabriel Kopp pour L'heure du dragon
- 2017 Pierre Clermont pour Chansons d'automne
- 2018 Christian Boeswillward pour La tristesse des soleils
- 2019 Jean-François Zanette pour Le tombeau de l'avenir
- 2020 Denise Duong pour La corde sensible
- 2021 Jo Cassen pour Le souvenir s'accroche au clou

### Concours Flammes Vives
En marge du Prix Jean Aubert, est organisé annuellement, depuis 2005, le concours Flammes Vives de la poésie, qui récompense principalement des poèmes isolés avec une mention d'or, d'argent et de bronze.